# 李逸洋
李 逸洋（り いつよう、1955年〈民国44年〉6月28日 - ）は、中華民国（台湾）の政治家。同国の駐日代表を務めている。これまでに考試院副院長、内政部長を歴任した。
台北市立成功中学を卒業後、国立台湾大学に進学し政治学部を卒業、大学院の政治研究所修士課程を修了した。1986年（民国75年）6月、台北市議会議員だった李逸洋は、同じく台北市議会議員であった陳水扁・黄天福らと蓬莱島事件で逮捕され、刑に服した。この3人は「蓬莱島三君子」と呼ばれている。
出所後は、立法委員であった呉淑珍を補佐した。その後、民主進歩党文宣部主任となった後、1989年（民国78年）から1997年（民国86年）まで台北市議会議員を2期務め、1997年には当時台北市長だった陳水扁から市政府の民政局長に抜擢された。2000年中華民国総統選挙では、陳水扁選挙本部の副総幹事兼スポークスマンを務めた。
陳水扁が総統に就任すると内政部政務部長に就任し、2002年（民国91年）には行政院人事行政局の局長となった。2005年（民国94年）からは民進党秘書長を務め、2006年（民国95年）1月から2008年（民国97年）5月まで内政部長を務めた。
2024年（民国113年）8月16日、総統府は李を台北駐日経済文化代表処代表（駐日代表）に任命する人事を発表した。